# 조용한 희망
《조용한 희망》(Maid)은 2021년 10월 1일 넷플릭스에서 공개된 미니시리즈이다.

## 출연
- 마거릿 퀄리
- 닉 로빈슨
- 애니카 노니 로즈
- 트레이시 빌라
- 빌리 버크
- 앤디 맥다월